# Zandberg (Breda)
Zandberg is een oude stadswijk ten zuiden van het centrum van Breda. De wijk is ontstaan in de jaren dertig van de vorige eeuw en is opgesplitst in twee verschillende gedeelten: West en Oost gescheiden door de Ginnekenweg. West bestaat uit drie delen: De statige Baronielaan, die naar het Mastbos leidt, met grote herenhuizen, het Zandbergplein met daar omheen typische middenstandswoningen uit de jaren dertig en een groot gedeelte kleine arbeiderswoningen uit begin 20e eeuw. De wijk is gedrongen van opzet en er is weinig openbare ruimte en groen. Stadsvernieuwing in de jaren 50 en 60 heeft hier veel meer vrij spel gehad en de congruentie met de beginjaren van de buurt, van eind 19e eeuw tot en met 1930, is verloren gegaan.
Oost bestaat uit drie delen: een villabuurt, een groot gedeelte middenklasse- en herenwoningen uit de jaren dertig van de twintigste eeuw en kleinere gezinswoningen. Qua opzet is Oost ruimer bedeeld met relatief veel straten met bomen en oude klinkerbestrating. De typische jaren dertig stijl is goed bewaard gebleven.
Zandberg is een rustig stadsdeel met veel groen en speelvoorzieningen voor kinderen op loopafstand van de binnenstad en het Mastbos. Op de Ginnekenweg en op de Generaal Maczekstraat zijn diverse winkels, supermarkten en horeca gevestigd. De Ginnekenweg vormt met de Wilhelminastraat en Nieuwe Ginnekenstraat de Oranje-Zuid verbinding naar de binnenstad. Ook zijn er twee basisscholen, KBS De  Zandberg en Nutsschool Dirk van Veen, in de wijk en aangrenzend een Montessori-school. Op de Baronielaan is de Heilig Hart kerk recentelijk omgebouwd naar luxe appartementen. 

## Geschiedenis
Zandberg was in de 18e eeuw een klein gehucht aan de noordzijde van de brug over de Molenlei. Dit gekanaliseerde waterloopje kruiste net ten noorden van de Saksen Weimarlaan de Ginnekenweg. Aan de zuidzijde werd het tot in de jaren '30 van de vorige eeuw begrensd door het landgoed Rustland. Zandberg had in 1832 al een dichte bebouwing die zich aan de Ginnekense zijde van de Molenlei voortzette. Het lag echter in de gemeente Teteringen. De Molenlei was dus een echte "grensrivier". Zandberg lag aan de in 1683 bestrate weg vanuit Breda naar Ginneken en Ulvenhout. Ongetwijfeld is dit gehucht ontstaan rondom de middeleeuwse windmolens op de Zandbergen en de watermolen aan de Molenlei. Tegenover de huidige Zandbergweg lag een herberg" Den Doornthuyn". Deze werd al in 1625 genoemd. De brug over de Molenlei speelde in dat jaar een belangrijke rol in de belegering van Breda (bron: erfgoed Breda)
In 1747 en 1794 werden er nog enkele huizen afgebroken die te dicht bij de vesting Breda lagen. Dit in verband met oorlogsdreiging in die jaren. Er moest immers een vrij schootsveld aanwezig zijn. Na de ontmanteling van de vesting in 1870 wordt het gehucht opgenomen in de stedelijke lintbebouwing langs de Ginnekenweg. (bron: erfgoed Breda).
In 1869 richtte de gemeenteraad van Breda zich tot de koning met een verzoek om de Zandberg en de Belcrum bij de gemeente Breda te voegen omdat er ruimte nodig was voor woningbouw. Deze eerste annexatiepoging van Breda mislukte, maar in 1927 vond ze uiteindelijk toch plaats. Een groot deel van de gemeente Teteringen met de  Koninginnestraat en de oostzijde van het Wilhelminapark kwam toen bij Breda. Het eerste woningbouwplan met als hoofdstraat de Wethouder Romboutsstraat was in de voorgaande jaren al gerealiseerd. Belangrijke redenen om de annexatie van Zandberg op Teteringen door  te voeren, zijn te lezen in de verslagen van de toenmalige gouverneur Mr. A.E.J. baron Van Voorst tot Voorst Commissaris van de Koningin in Noord-Brabant:
"De woningnood in Breda is verschrikkelijk; er is geen terrein om woningen te bouwen; het bouwen door Breda in de omliggende gemeenten wordt door deze besturen belet. Hierin ligt wel een groote reden, waarom het noodig is, dat Breda hare grenzen verlegt. Een tweede reden daarvoor is de toestand van de Baronielaan, welke onder drie gemeenten ressorteert: Ginneken, Princenhage en Teteringen. Een derde reden is de Zandberg, heele rijen heerenhuizen behoorende tot Teteringen, liggende aan een niet-bestrate weg van Breda; we hadden groote moeite, om er met onze auto door te komen. In Ginneken vond men, dat deze toestand onhoudbaar was, en dat de Zandberg noodzakelijk bij Breda moest gevoegd worden." 

## Beschrijving
Het hart van Zandberg wordt gevormd door het Hyacintplein, met speelvoorzieningen en een fontein, en de Wethouder Romboutsstraat. Deze lommerrijke laan met aan weerszijden statige eikenbomen en ruime herenhuizen opgetrokken in art-decostijl met glas-in-loodramen, granitovloeren en hoge rijk gestucte plafonds, is vernoemd naar wethouder W.G.H. Rombouts van Breda die in 1927 de annexatie van dit Teteringens grondgebied doorzette. Aanvankelijk wilde Rombouts dit gebied vrijhouden van woningbouw ten behoeve van het behoud van het vrije schootsveld buiten de stadsmuur, maar omdat Teteringen en Ginneken gewoon doorgingen met woningbouw tot aan de gemeentegrens met Breda, veranderde hij van standpunt. In plaats van ook woningbouw door Breda toe te staan, annexeerde hij het gebied en vergrootte daarmee het grondgebied van de gemeente Breda.
Zandberg had per 1 september 2023 5.120 inwoners, waarvan 3.800 in Oost-Zandberg (ten oosten van de Ginnekenweg) en 1.320 in West-Zandberg. Van de 2.170 woningen in deze wijk is het merendeel (90%) koopwoningen. Zandberg heeft een totale oppervlakte van 74 hectare land (100 hectare is 1 km2). De gemiddelde dichtheid van adressen is 3.257 adressen per km2. Er wonen 2.410 huishoudens in Zandberg. Postcode 4818 is de meest voorkomende postcode in de buurt Zandberg. Zandberg ligt binnen de wijk Breda Oost in de gemeente Breda. Door de ideale ligging tussen het Ginneken en het mastbos enerzijds en de nabijheid van de binnenstad anderzijds en de directe ligging aan de verbindingswegen buiten de stad, is de wijk de laatste jaren enorm in populariteit toegenomen bij jonge gezinnen.
Een bekend gebouw in Zandberg is de Sacramentskerk. Gemeenschapshuis Zandberg is gevestigd op de Zandberglaan en vervult een sociale rol in de wijkactiviteiten. Ten noorden van de wijk ligt het Wilhelminapark. Het park is ontworpen is door de bekende Nederlandse tuinarchitect Leonard A. Springer en het is het op één na oudste stadspark van Breda. 

## Afbeeldingen

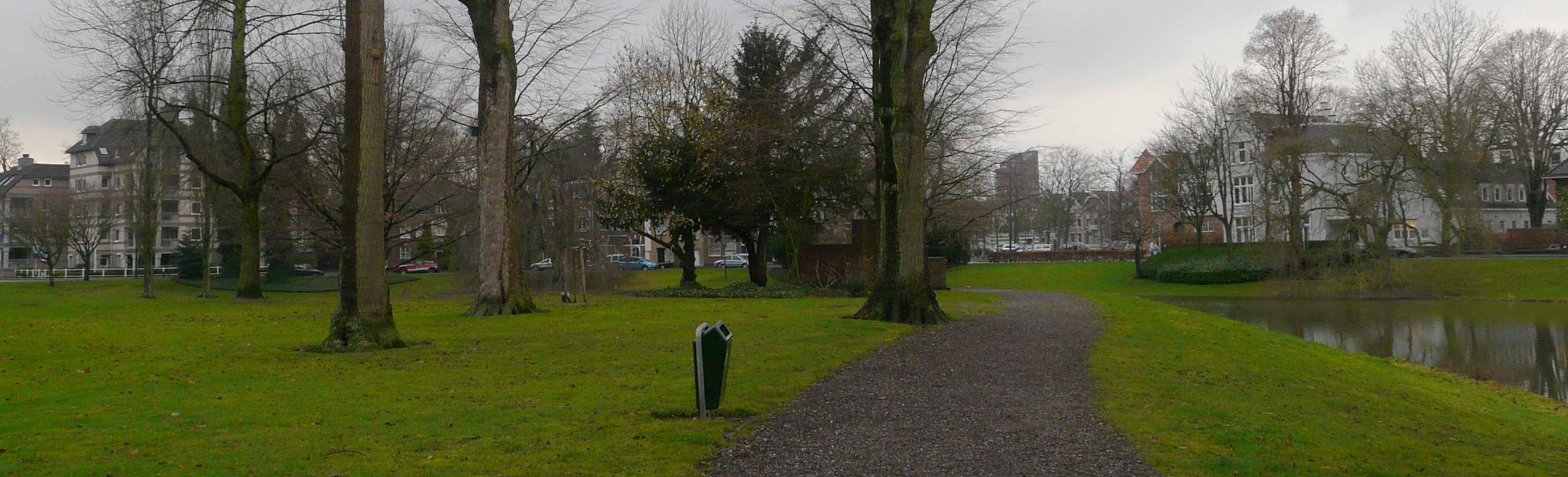
Wilhelminapark
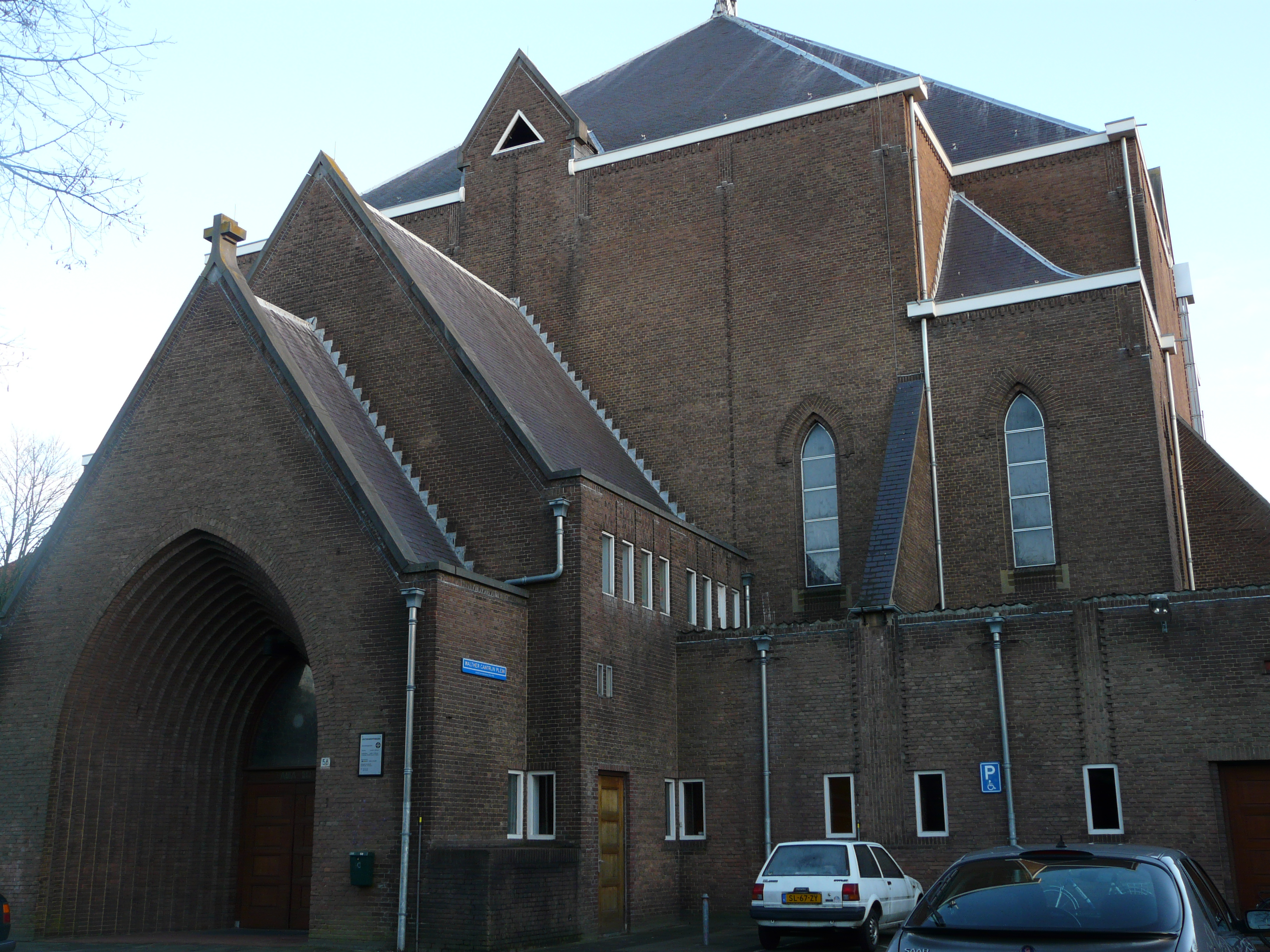
Sacramentskerk